# Peter Desjardins
Peter Desjardins (Estados Unidos, 10 de abril de 1907-Miami, 6 de mayo de 1985) fue un clavadista o saltador de trampolín estadounidense especializado en trampolín de 3 metros y plataforma de 10 metros, donde consiguió ser campeón olímpico en 1928 en ambas pruebas.

## Carrera deportiva

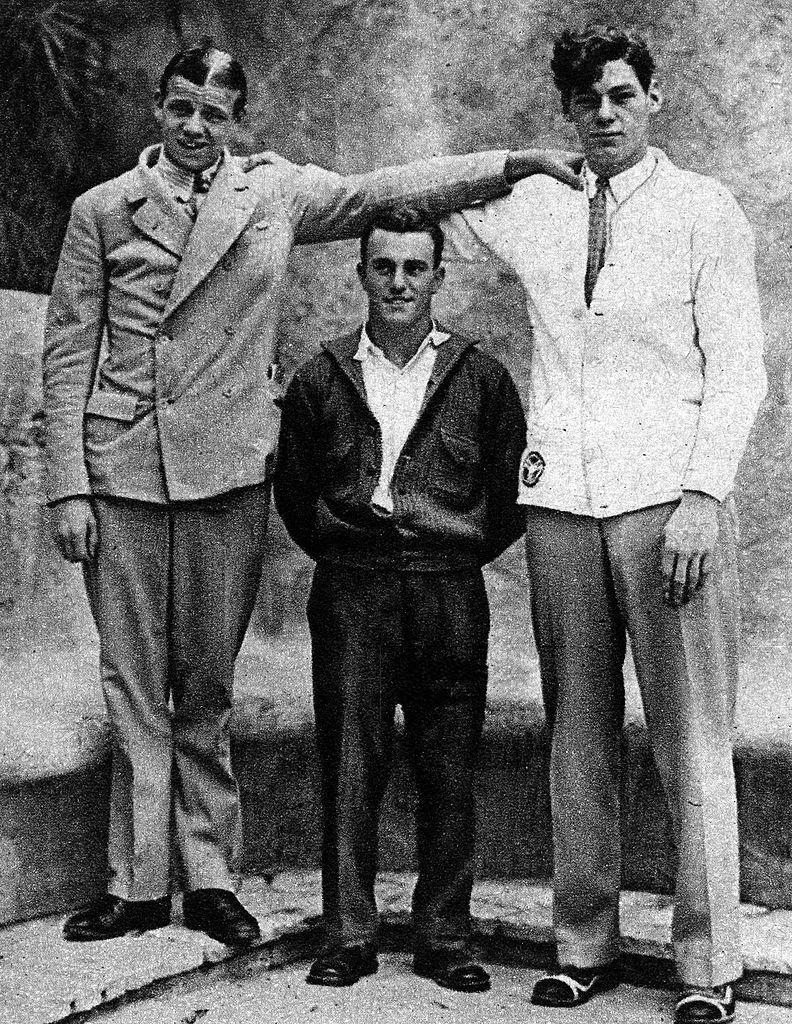
Peter Desjardins, en el centro

En las Olimpiadas de 1924 celebradas en París ganó la medalla de plata en el trampolín de 3 metros; cuatro años más tarde, en los Juegos Olímpicos de 1928 celebrados en Ámsterdam (Países Bajos) ganó la medalla de  en los saltos desde la plataforma de 10 metros, con una puntuación de 98 puntos, por delante del egipcio Farid Simaika y de su paisano estadounidense Michael Galitzen; y también ganó el oro en el trampolín de 3 metros.